# 地理编码
地理编码（英語：geocode）是表示地理实体（位置或要素）的代码。它是一个实体的唯一标识符，在有限的地理实体集合中将它与其他实体区分开来。一般来说，地理编码是人类可读的简短标识符。
典型的地理编码和它们代表的实体：
- 国家代码或地区代码。国家或地区的行政边界的多边形。
主要示例为ISO代码：ISO 3166-1二位字母代码（例如，AF用于阿富汗或BR用于巴西），及其地区惯例，例如AF地区代码（例如古爾省)的AF-GHO）或BR地区代码（例如，针对亚马孙州的BR-AM）。
- DGG网格ID。全球离散格网（英语：discrete global grid）的网格标识符：Geohash码（例如位于巴西國民議會的~0.023 km²的网格6vjyngd），或OLC（英语：Open Location Code）码（例如同一地点的~0.004 km²的网格58PJ642P+4）。
- 邮政编码。邮政区域的多边形：CEP（英语：Código de Endereçamento Postal）编码（例如，70040代表巴西的中央邮政分配区）。

地理编码主要用于标记、数据完整性、地理标签和空间索引（通常作为原子数据类型）。
在理論計算機科學中，地理编码系统是局部保持哈希函数。